# Атанов, Владимир Сергеевич

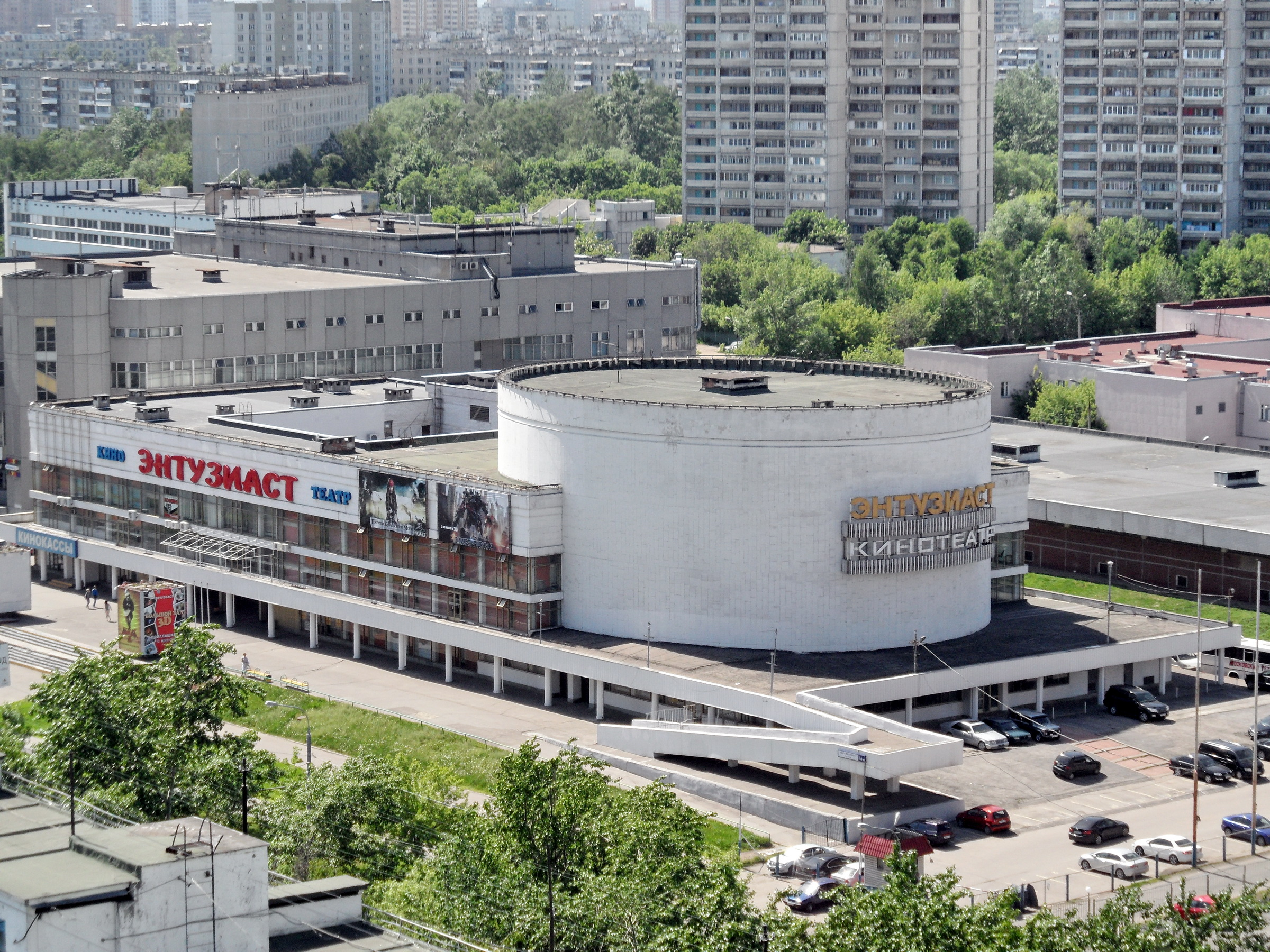
Кинотеатр «Энтузиаст»

Владимир Сергеевич Атанов (16 августа 1919, Кшень, Курская губерния — 17 июня 2011, Москва) — советский и российский архитектор, художник и педагог. Лауреат Государственной премии РСФСР в области архитектуры (1980) и премии Совета Министров СССР (1975). Заслуженный архитектор Российской Федерации (1994). Кандидат архитектуры, профессор кафедры живописи МАРХИ. Почётный член отделения архитектуры Российской академии архитектуры и строительных наук.

## Биография
Родился 16 августа 1919 года в селе Кшень Курской области в семье учителей Сергея Александровича и Манефы Ильиничны Атановых. Учился в Химкинской средней школе, где рисунок преподавал В. В. Каравашкин, ученик живописца И. С. Горюшкина-Скоропудова. Каравашкину удалось привить Атанову любовь живописи, рисунку и черчению. В 1937 году он поступил на моторный факультет Московского авиационного института, но в 1939 году перешёл в Московский архитектурный институт (МАРХИ).
После начала Великой Отечественной войны студент третьего курса МАРХИ Владимир Атанов добровольцем пришёл в военкомат. Окончив Новоград-Волынское пехотное училище, в звании лейтенанта отправился на фронт. Был командиром миномётной роты 881 СП 158 СД (5-я Московская добровольческая Лиозно-Витебская дважды Краснознамённая, ордена Суворова стрелковая дивизия). Воевал под Ржевом, на Духовщине, в Лиозненске, Витебске и Великих Луках, под Ленинградом, на «линии Маннергейма», в Выборге и в Курляндии.
Демобилизовавшись в 1945 году, вернулся на третий курс МАРХИ, где его преподавателями стали Г. А. Захаров и З. С. Чернышёва. Рисунок в группе преподавал М. И. Курилко, а акварель — П. П. Ревякин. В 1949 году В. С. Атанов с отличием окончил институт, защитив дипломный проект «Театр оперы и балета на 1500 мест».
С 1949 года работал Облпроекте Калининграда архитектором, затем главным архитектором. Вернувшись в Москву, с 1953 года работал в Моспроекте. Совместно с Г. А. Захаровым работал над застройкой магистрали «Север—Юг» С 1955 года работал в Гипрогоре. С 1964 года работал МНИИТЭП в мастерской № 4, где под руководством Г. П. Баданова принимал участие в проектировании жилого района Тропарёво. В МНИИТЭП В. С. Атанов последовательно занимал должности главного архитектора проекта, а затем — руководителя мастерской №4.
С 1975 года В. С. Атанов по совместительству преподавал на кафедре живописи МАРХИ. В 1979 году он получил звание доцента и полностью посвятил себя преподавательской деятельности в МАРХИ. С 1991 года — профессор кафедры живописи.
Автор более 25 научных работ. В 1987 году защитил диссертацию на соискание учёной степени кандидата архитектуры по теме «Принципы проектирования зданий культурных центров с гибкой объемно-планировочной структурой».
Член Союза архитекторов СССР с 1951 года. Член Выставочного комитета Московского отделения Союза архитекторов. Почётный член отделения архитектуры Российской академии архитектуры и строительных наук.
В. С. Атанов был мастером акварельной живописи и рисунка. Неоднократно принимал участие в художественных выставках. В 2006 году выпустил книгу «Акварельная живопись на пленере». Живописные работы В. С. Атанова находятся в частных коллекциях Европы и Америки.
Завершил преподавательскую деятельность в 2010 году. Умер 17 июня 2011 года.

## Проекты и постройки
Здания
- Здание «Гиредмета» на Варшавском шоссе (диплом 1-й степени на смотре-конкурсе работ молодых архитекторов)[5];
- Экспериментальная общеобразовательная школа на 30 классов в Вешняках-Владычине в Москве (1974; ныне корпус школы № 1512, Косинская улица, 10А; премия Совета Министров СССР за 1975 год)[9][11][7][12];
- Киноконцертный зал «Энтузиаст» в Вешняках-Владычине в Москве (Вешняковская улица, 16А; Государственная премия РСФСР в области архитектуры за 1980 год)[9][11][7];
- 16-этажный инженерно-лабораторный корпус в Тропарёве в Москве (1970; проспект Вернадского, 101к2)[9][11]
- Дом приёмов для иностранных гостей в селе Архангельское Московской области (1960)[9][11];
- Дом культуры нефтяников в городе Альметьевске (1960)[9][11];
- Жилые дома в Калининграде (1949—1953)[11];
- Реконструкция здания драматического театра в Калининграде (1949—1953; проспект Мира, 4)[9];
- Санаторий в Пятигорске[11].

Памятники
- Монумент в Таллине (1-я премия конкурса)[5];
- Парк Победы в Калининграде (1951)[13];
- Памятник Сталину на площади Победы в Калининграде (1953, совместно со скульптором Е. В. Вучетичем и архитектором Д. К. Навалихиным);
- Памятник Ленину (с трибунами) на площади Победы в Калининграде (1-я премия конкурса)[5];
- Памятник И. С. Тургеневу в городе Орле (совместно со скульптором Г. П. Бессарабским и архитектором А. И. Свиридовым)[11];
- Памятник «Пионерам освоения космоса» в Москве (совместно с архитектором А. И. Свиридовым)[11];
- Мемориальная доска Президенту Союза Художников СССР академику живописи В. А. Серову в Москве (совместно с архитектором А. И. Свиридовым; набережная Тараса Шевченко, 3)[11][14].

## Персональные выставки
- в Болгарии (1982)[11];
- в Академии художеств (1987; награждён дипломом Академии художеств)[11];
- в Доме архитектора (1998)[11];
- в МАРХИ (1999; юбилейная выставка)[11];
- в Российской академии архитектуры и строительных наук (2004; юбилейная выставка)[11];
- в МАРХИ (2009; юбилейная выставка)[10].

## Награды и звания
- Государственная премия РСФСР в области архитектуры (1980) — за архитектуру киноконцертного зала «Энтузиаст» в Москве (в составе коллектива)[9][11]
- премия Совета министров СССР (1975) — за экспериментальную школу на 30 классов в Вешняках-Владычине в Москве (в составе коллектива)[7]
- заслуженный архитектор Российской Федерации (1994)[15]
- Почётный работник профессионального образования Российской Федерации[10]
- орден Отечественной войны II степени (1985)[11]
- орден Красной Звезды (1943)[11]
- Медаль «За отвагу» (1942)[11]
- медаль «За оборону Москвы» (1945)[11]
- медаль «За победу над Германией в Великой Отечественной войне 1941—1945 гг.» (1945)[11]
- медаль Жукова (1996)[11]
- медаль «В ознаменование 100-летия со дня рождения Владимира Ильича Ленина» (1970)[9]
- медаль «Ветеран труда» (1983)[9]
- медаль В память 800-летия Москвы